# Joelia dubia
Joelia dubia är en kvalsterart som först beskrevs av Kulijev 1967.  Joelia dubia ingår i släktet Joelia och familjen Oribatellidae. Inga underarter finns listade i Catalogue of Life.